# 因诺波利斯
因诺波利斯（羅馬化：Innopolis，羅馬化：İnnopolis）是俄罗斯鞑靼斯坦共和国的城市，为上乌斯隆区第二大聚居地，也是该区唯一的一座城市。地处鞑靼斯坦共和国西部，位于伏尔加河上的古比雪夫水库沿岸，西侧是斯维亚加河的河口。在区行政中心上乌斯隆村及共和国首府喀山西侧。市内建有技术创新型经济特区，以及一座同名大学。
该市2022年人口有1,177人，2021年人口866人，是俄罗斯人口最少的城市之一。

## 历史
因诺波利斯建于2012年年底，当时开设了科技园。2015年从农村聚居地升格为市，成为俄罗斯最年轻的城市之一。